# فلويد سميث (ملحن)
فلويد سميث (بالإنجليزية: Floyd Smith)‏ هو عازف قيثارة جاز وملحن أمريكي، ولد في 25 يناير 1917 في سانت لويس في الولايات المتحدة، وتوفي في 29 مارس 1982 في إنديانابوليس في الولايات المتحدة.

## وصلات خارجية
- فلويد سميث على موقع ميوزك برينز (الإنجليزية)
- فلويد سميث على موقع أول ميوزيك (الإنجليزية)
- فلويد سميث على موقع ديسكوغز (الإنجليزية)